# 巴特埃拉赫
巴特埃拉赫是奥地利下奥地利州维也纳新城城郊县的一个市镇。总面积9.15平方公里，总人口2663人，人口密度291.0人/平方公里（2005年）。